# کتاب اجرا

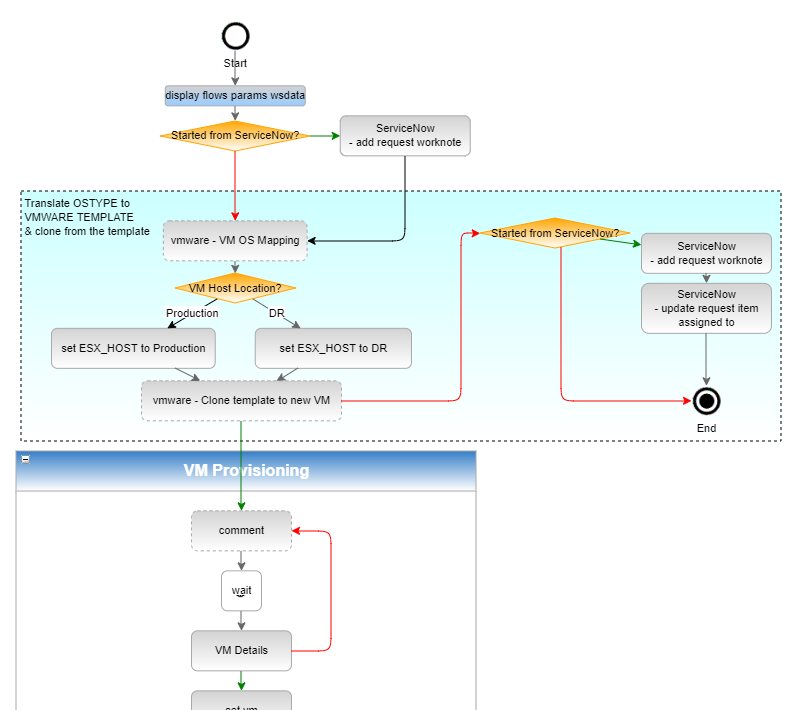
گردش کار ران بوک

در یک سیستم یا شبکه کامپیوتری ،کتاب اجرا یا ران بوک ( runbook) مجموعه ای از رویه ها و عملیات معمولی است که مدیر یا اپراتور سیستم انجام می دهد. مدیران سیستم در بخش های فناوری اطلاعات و NOC ها از رانبوک ها به عنوان مرجع استفاده می کنند.
ران بوک ها می توانند به صورت الکترونیکی یا فیزیکی باشند. به طور معمول، یک ران بوک شامل رویه هایی برای شروع، توقف، نظارت و اشکال زدایی سیستم است. همچنین ممکن است رویه‌هایی را برای رسیدگی به درخواست‌ها و موارد احتمالی خاص توضیح دهد. یک ران بوک موثر به سایر اپراتورها، با تخصص پیش نیاز، اجازه می دهد تا به طور مؤثر یک سیستم را مدیریت و عیب یابی کنند.
از طریق اتوماسیون ران بوک،  این فرآیندها را می توان با استفاده از ابزارهای نرم افزاری به شیوه ای از پیش تعیین شده انجام داد. علاوه بر خودکار کردن فرآیندهای خاص IT، نتایج ران بوک را می توان بر روی صفحه نمایش به کاربر یا مهندس میز خدمت( Service Desk) ارائه کرد.  چندین ران بوک را می توان با استفاده از یک درخت تصمیم به یکدیگر مرتبط کرد تا عیب یابی تعاملی و روش های هدایت شده را در اختیار کاربران قرار دهد. 

## اعمال  کردن ران بوک برای عملیات
ران بوک های عملیاتی ممکن است به رویدادهای ITIL گره بخورند تا فرآیندهای تکرارپذیری را که جنبه های خاصی از فهرست خدمات را پشتیبانی می کنند، مجاز کنند.  ران بوک معمولاً به فرآیندهای خودکار معمولی و فرآیندهای دستی معمول تقسیم می شود. کاتالوگ ران بوک با فهرستی از فرآیندهای پوشش داده شده آغاز می شود و ممکن است به صورت کلی تجزیه شود تا فرآیندها را با عناصر اصلی که در کاتالوگ خدمات پشتیبانی می کنند، تراز کند. ران بوک مجموعه ای از رویه ها و عملیات معمولی است که مدیر یا اپراتور سیستم انجام می دهد.

### مستندات اپراتور کامپیوتر
مستندات اجرای یک کار،  چه به صورت الکترونیکی و چه کاغذی، ران بوک نامیده می شود.  گاهی اوقات به‌عنوان «کتاب اجرا» نوشته می‌شود، ممکن است حاوی لیستهای بالت دار همراه با پیام‌های خطا (و چه باید کرد) و فلوچارت‌ها باشد. 

## اتوماسیون ران بوک
اتوماسیون ران بوک( RBA )  توانایی تعریف، ساخت، هماهنگ‌سازی، مدیریت و گزارش جریان‌های کاری است که فرآیندهای عملیاتی سیستم و شبکه را پشتیبانی می‌کنند. حوزه‌های کسب‌وکار ایده‌آل برای اتوماسیون فناوری اطلاعات عبارتند از: تیم‌های عملیات، میز خدمات، مرکز عملیات شبکه (NOC)، عملیات ابری، یکپارچه‌سازی، و مرکز تعالی اتوماسیون (CoE).
گردش کار ران بوک به طور بالقوه می تواند با انواع عناصر زیرساخت مانند برنامه ها، پایگاه های داده و سخت افزار  ، با استفاده از انواع روش های ارتباطی مانند رابط های خط فرمان (CLI)، HTTP REST و SOAP API، جلسات SSH ، اسکریپت ها ، برنامه های کاربردی. و کتابخانه های کد ، تعامل داشته باشد .
به گفته گارتنر ، رشد RBA با نیاز مدیران عملیات فناوری اطلاعات به منظور افزایش اقدامات بهره وری عملیات فناوری اطلاعات - از جمله کاهش میانگین زمان تعمیر (MTTR)، افزایش میانگین زمان بین خرابی ها (MTBF) و خودکارسازی تأمین منابع فناوری اطلاعات همزمان شده است. علاوه بر این، وجود مکانیسم‌هایی برای اجرای بهترین شیوه‌ها (به عنوان مثال، پیاده‌سازی و مدیریت فرآیندهای عملیات فناوری اطلاعات در راستای ITIL)، افزایش اثربخشی پرسنل فناوری اطلاعات (به عنوان مثال، خودکارسازی وظایف تکراری مرتبط با فرآیندهای عملیات فناوری اطلاعات) ضروری است. و ابزارهایی برای گزارش در مورد چگونگی اجرای فرآیندها در راستای خط‌مشی‌ها و سطوح خدمات تعیین‌شده در اختیار داشته باشید. حق اختراع برای جنبه های مختلف تولید، بهبود و استفاده از ران بوک ها اعطا شده است. 
برخی از ابزارها می‌توانند یک لایه جلویی یا ارائه (به ران بوک) بگنجانند تا نتایج کارهای خودکار روی صفحه نمایش داده شود، حتی گاهی اوقات با چراغ‌های راهنمایی قرمز/کهربایی/سبز نمی توان اجرای موفق یا عدم اجرای موفق یک کار خاص را نمایش داد. 

## همچنین ببینید
- اتوماسیون
- پشتیبانی از اتوماسیون